# Microspingus alticola
La monterita de Cajamarca, monterita de cola simple o dominiquí de cola descolorida (Microspingus alticola) es una especie de ave paseriforme de la familia Thraupidae perteneciente al género Microspingus, antes situada en Poospiza. Es endémica de Perú.

## Distribución y hábitat
Se distribuye en los Andes del oeste de Perú, desde el sur de Cajamarca hasta La Libertad y hacia el este hasta Áncash.
Esta especie es considerada poco común y local en sus hábitats naturales: los arbustales y bosques bajos, incluyendo Polylepis, principalmente entre 2900 y 4300 m de altitud.

## Estado de conservación
La monterita de Cajamarca ha sido calificado como amenazada de extinción por la Unión Internacional para la Conservación de la Naturaleza (IUCN) debido a que el hábitat remanente de su pequeña población, estimada entre 600 y 1700 individuos maduros, se encuentra en decadencia y las subpoblaciones son considerada severamente fragmentadas y muy pequeñas.

## Sistemática

### Descripción original
La especie M. alticola fue descrita por primera vez por el zoólogo británico Osbert Salvin en 1895 bajo el nombre científico Poospiza alticola; su localidad tipo es: « Huamachuco, 10,400 pies [c. 3170 m], La Libertad, Perú».

### Etimología
El nombre genérico masculino «Microspingus» se compone de las palabras griegas «μικρος mikros» que significa pequeño y «σπιγγος, σπιζα spingos» que es el nombre común del ‘pinzón vulgar’; y el nombre de la especie «alticola», se compone de las palabras latinas «altus»: alto  y «cola»: habitante; significando «que habita en las alturas».

### Taxonomía
Es monotípica. La presente especie, junto a otras seis, fueron tradicionalmente incluidas en el género Poospiza, hasta que en los años 2010, publicaciones de filogenias completas de grandes conjuntos de especies de la familia Thraupidae basadas en muestreos genéticos, permitieron comprobar que formaban un clado fuertemente soportado por los resultados encontrados, lejano al resto de las especies del género que integraban; para individualizarlo genéricamente, Burns et al. (2016) propusieron la resurrección del género Microspingus. El reconocimiento del género resucitado y la inclusión de especies fue aprobado en la Propuesta N° 730.14 al Comité de Clasificación de Sudamérica (SACC).